# 足厥阴肝经

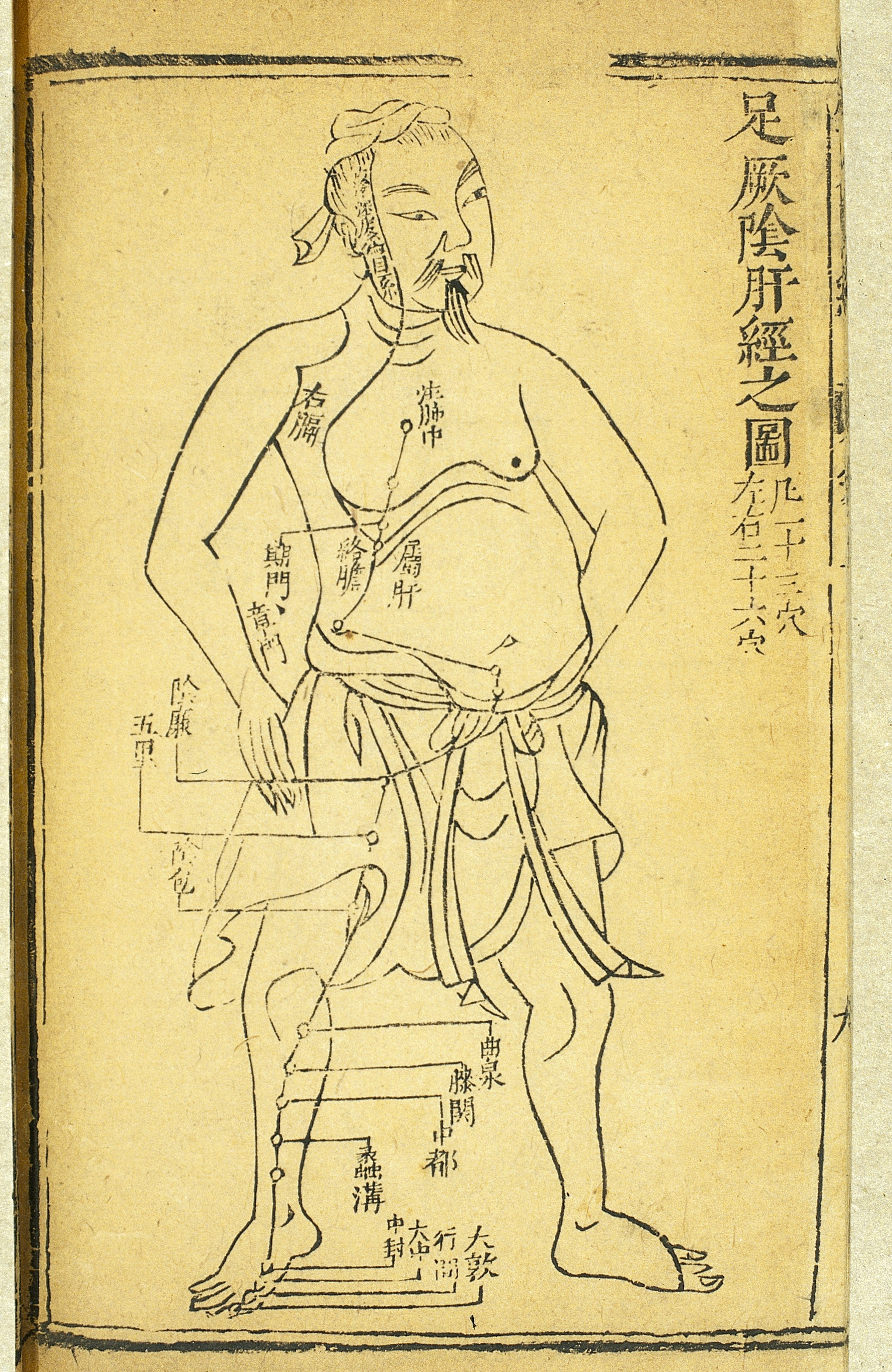
明代徐凤编《针灸大全》（1439年）中的足厥阴肝经

足厥陰肝經（Liver Meridian of Foot-Jueyin，LR）是一條經脈，十二正经之一，与足少陽膽經相表里。本經起於大敦，止於期門，左右各14個腧穴。在中医学上，肝经脉为诸筋之主导经脉。

## 经脉循行
起于足大趾上毫毛部（大敦），经内踝前向上至内踝上八寸外处交出于足太阴脾经之后，上行沿股内侧，进入阴毛中，绕阴器，上达小腹，挟胃旁，属肝络胆，过膈，分布于胁肋，沿喉咙后面，向上入鼻咽部，连接于目系，上出于前额，与督脉会合于巅顶。
目系支脉：下行颊里、环绕唇内。
肝部支脉：从肝分出，过膈，向上流注于肺，与手太阴肺经相接。

## 主治概要
主治肝病、妇科、前阴病及经脉曲泉循行部位的其他病症。

## 腧穴
1. 大敦，井穴
2. 行間，滎穴
3. 太衝，輸穴，原穴
4. 中封，經穴
5. 蠡溝，絡穴
6. 中都，郄穴
7. 膝關
8. 曲泉，合穴
9. 陰包
10. 足五里
11. 陰廉
12. 急脈
13. 章門
14. 期門，肝募穴

## 註解與参考文献
1. ↑  上鼻咽的頏顙（nasopharynx）為鼻腔與口腔之通道。
2. ↑  孙国杰 主编. . 上海科技出版社. 1997: 118. ISBN 7-5323-4102-X.
3. ↑  《靈樞·經脈》：肝足厥陰之脈，起於大指從毛之際，上循足跗上廉，去內踝一寸，上踝八寸，交出太陰之後，上膕內廉，循股陰，入毛中，環陰器，抵小腹，夾胃，屬肝，絡胆，上貫膈，布胁肋，循喉嚨之後，上入頏顙，連目系，上出額，與目系下頰裡，環唇內。其支者，復從肝別貫膈，上注肺。